# Bufo arabicus
Bufo arabicus és una espècie d'amfibi que viu a Oman, Aràbia Saudita, els Emirats Àrabs Units i el Iemen.